# Avery Appiah
Avery Appiah (Zoetermeer, 2 april 2006) is een Nederlands-Ghanees voetballer die doorgaans speelt als middenvelder. Hij staat onder contract bij Ajax.

## Clubcarrière
Appiah doorliep de jeugdopleidingen van Feyenoord en Ajax. Op 3 mei 2023 kreeg hij zijn eerste profcontract aangeboden. Op 27 oktober 2023 maakte Appiah zijn debuut in het betaalde voetbal voor Jong Ajax tegen Roda JC, door een invalbeurt in de 91e minuut voor Diyae Jermoumi. Op 15 maart 2024 mocht hij wederom invallen, nu tegen Jong PSV. Hij kwam in de 72e minuut in de ploeg voor Nassef Chourak. Hij maakte zijn basisdebuut op 28 april 2025, tegen Helmond Sport (1-0). Hij speelde de hele wedstrijd.

## Interlandcarrière
Appiah speelde voor zes vriendschappelijke wedstrijden met Nederland –16. Met Nederland –17 speelde hij zeven interlands, waaronder op het EK –17 van 2023. Hij scoorde zijn eerste doelpunt voor Nederland op 21 september 2022, tegen Ierland, op aangeven van Julian Oerip (1-1).

## Statistieken
| Seizoen | Club      | Competitie     | Competitie | Competitie | Beker | Beker | Overig | Overig | Totaal | Totaal |
| Seizoen | Club      | Competitie     | Wed.       | Dlp.       | Wed.  | Dlp.  | Dlp.   | Dlp.   | Wed.   | Dlp.   |
| ------- | --------- | -------------- | ---------- | ---------- | ----- | ----- | ------ | ------ | ------ | ------ |
| 2023/24 | Jong Ajax | Eerste divisie | 2          | 0          | 0     | 0     | 0      | 0      | 2      | 0      |
| 2024/25 | Jong Ajax | Eerste divisie | 1          | 0          | 0     | 0     | 0      | 0      | 1      | 0      |
| Totaal  | Totaal    | Totaal         | 3          | 0          | 0     | 0     | 0      | 0      | 3      | 0      |

Bijgewerkt op 30 april 2025.